# 恩切薩爾州
恩切薩爾州是太平洋島國帛琉16個行政區之一，位於巴伯爾圖阿普島東部艾拉伊州西北和梅萊凱奧克州東南，首府為Ngerkeai，面積約40平方公里，是面積第6大省份，人口約300，有紅樹林生長。